# Varadouro (João Pessoa)
Varadouro é um bairro da zona norte da cidade brasileira de João Pessoa, capital do estado brasileiro da Paraíba. Situa-se na posição mais a noroeste da capital, às margens do rio Sanhauá, e apresenta população total de 3.720 pessoas, segundo dados de 2010 do Instituto Brasileiro de Geografia e Estatística (IBGE). O Bairro situa-se na «Cidade Baixa» e apresenta monumentos importantes do Centro Histórico de João Pessoa.
Nessa área encontra-se também o Terminal Rodoviário de João Pessoa, o Terminal de Integração dos bairros da capital e também a Estação João Pessoa do Sistema de Trens Urbanos de João Pessoa, que conecta a capital com a região metropolitana.

## Etimologia
Etimologicamente, segundo o dicionário Caldas Aulete, a palavra varadouro significa «lugar seco onde se fazem encalhar os navios para poderem ser limpos ou consertados ou para estarem ali recolhidos durante o inverno».

## História
A região do Varadouro está localizada às margens do rio Sanhauá e é considerada o «berço» da capital paraibana. Foi por 350 anos a região comercial mais importante da capital, já que nela se situava a porta de entrada do estado, o Porto do Capim. Era um lugar de encontro de marinheiros, troca de mercadorias e informações e onde se celebravam os eventos sociais da cidade.
Em 1858, o inspetor da alfândega da Paraíba, Sr. José da Costa Machado Jr., emitiu um parecer sobre o Porto do Capim em que já mostrava preocupação com o declínio do comércio na região do Varadouro em virtude do assoreamento do porto:
A rapidez com que vai entupindo-se o porto e mais estreito tornando-se o canal, nos augura mui triste futuro. (...) Em virtude da obstrução do porto e dos fatais efeitos do comércio indireto, a navegação e o movimento comercial estrangeiro na cidade da Parahyba decrescem a olhos vistos. Até 1825 construíam-se iates e querenavam-se navios mesmo no porto da cidade, no excelente ancoradouro natural que oferecia o rio Sanhauá, confluente do Paraíba, a montante do local onde posteriormente construiu-se o célebre enrocamento vulgarmente denominado Ponte de Sanhauá.
A área de cinco hectares onde hoje está o terminal da CBTU (então Great Western) era ocupada por oficinas irregulares e construções desordenadas. A construção dessa estação em 1894 reverteu em parte o quadro de decadência em que o bairro se encontrava.